# Vacca (rapper)
Vacca, pseudonimo di Alessandro Vacca (Cagliari, 21 ottobre 1979), è un rapper italiano.

## Biografia

### Primi anni
Nato a Cagliari e cresciuto a Milano nel centro storico e poi trasferito nel quartiere Quarto Oggiaro, si fa strada nella scena milanese come rapper, prendendo confidenza con le liriche e la metrica. Nel 1997, all'età di 18 anni, chiamò da casa durante la diretta di una puntata di One Two One Two facendo un freestyle con Esa.
Dal 2001 al 2003 milita nel gruppo crossover Azhilo Nitro e dopo questa prima esperienza pubblica nel 2003 l'EP Mr. Cartoon, composto dall'omonimo brano, da Disgustibus e da Non mollo, e fortemente influenzato dal reggae. Tale influenza diventa più evidente nel suo album d'esordio come solista, dal titolo VH, pubblicato nel maggio del 2004. Sono evidenti, nelle produzioni, le contaminazioni musicali dei Casabrasa (collettivo di DJ con cui Vacca si esibisce nei concerti), caratterizzate da strumentali elettroniche, e l'hip hop è conseguentemente portato a sposarsi meglio alla dancehall reggae. Alla realizzazione del disco hanno collaborato vari artisti, tra cui Jake La Furia, Maxi B, Jack the Smoker e Asher Kuno.

### Collaborazione con Fabri Fibra e altre uscite (2006-2010)

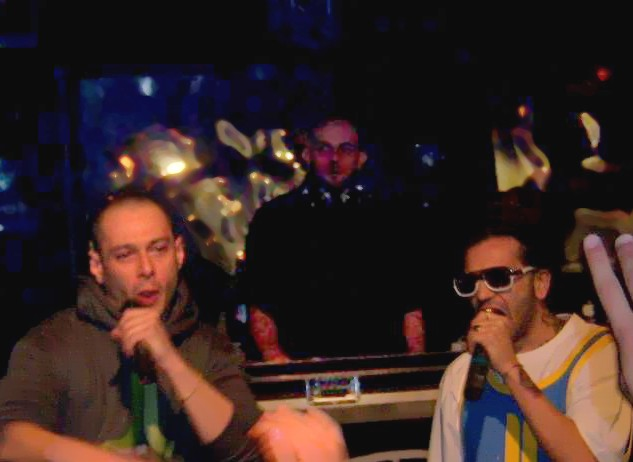
Da sinistra: Fabri Fibra, Big Fish e Vacca.

Negli anni seguenti inizia a lavorare con Fabri Fibra appena trasferitosi a Milano, e nel 2006 collabora all'uscita dell'album Tradimento. Vacca diventa il suo braccio destro nei live e nei video, apparendo spesso in televisione e nelle esibizioni. Nel settembre 2006 esce il singolo Chi sbaglia paga. Il 1º giugno 2007 esce La colpa, primo singolo estratto dall'album in uscita il 29 giugno dal titolo Faccio quello che voglio, pubblicato dalla EMI. Nello stesso anno nascono i FOBC, un collettivo formato da Nesli e Vacca, un progetto mai realmente decollato. Il 7 ottobre 2007 esce Mille problemi secondo singolo estratto, seguito il 3 febbraio 2008 dal terzo singolo E se bevo.
Il 28 febbraio 2008 è stato pubblicato su Myspace il mixtape Poco di buono, composto da 15 brani; tra questi vi sono il singolo Vita da re (inciso con Entics), e Oggi vorresti, già reso disponibile a seguito degli oltre 500 000 accessi al profilo dell'artista sulla piattaforma. Il 27 ottobre dello stesso anno è uscito il singolo Cartoni & Pop-Corn in collaborazione con Daniele Vit.
Il 31 gennaio 2009 Vacca ha pubblicato il mixtape Don't Say Nothing (di cui in seguito uscirà anche un secondo volume), realizzato in collaborazione con il duo milanese GoldenBass. Il 1º marzo 2009 è stata la volta dell'EP Non prima delle 6:10, frutto della collaborazione con i Two Fingerz; tra i vari featuring, quello con il membro della crew milanese Dogo Gang Karkadan, e Dargen D'Amico. Tra aprile e giugno 2009 il rapper si è trasferito a Kingston (Giamaica) dove collabora con alcuni musicisti locali; nel mese di giugno sono stati pubblicati su Myspace i brani No Love/Un altro momento, Vieni qua (in collaborazione con Nacho dei Green Peeps) e Infinito Monitor (in collaborazione con Bravo Pie). Il 22 settembre, in collaborazione con Entics e Denny LaHome, viene pubblicato il singolo Bla Bla, prodotto da DJ Nais. La canzone è un remix della famosa Bla Bla Bla di Gigi D'Agostino. Il mese seguente collabora con Gué Pequeno e Daniele Vit al brano Voglio lei (presente in Fastlife Mixtape Vol. 2 - Faster Life di Pequeno) e con Bassi Maestro e Babaman in Se morissi lunedì (contenuto in La lettera B). Il 2 novembre è uscito il singolo Fearless in collaborazione con i rapper statunitensi Lil Wayne e Dvus e prodotto da Big Fish e Daniele Vit.

### Anni 2010
Il 18 maggio 2010 è uscito il terzo disco ufficiale di Vacca intitolato Sporco, anticipato dall'omonimo singolo, che ha riscosso un buon successo raggiungendo l'undicesima posizione della classifica italiana. Il 24 maggio 2011 ha pubblicato il suo quarto album in studio intitolato Pelleossa accompagnato da un libro autobiografico dallo stesso nome. L'album non è riuscito a bissare il successo del precedente lavoro, ma ha riscosso un discreto successo arrivando alla 12 posizione degli album più venduti in Italia nella Classifica FIMI Album. Nell'ottobre 2012 ha annunciato la realizzazione di un progetto con pezzo e videoclip con i rapper emergenti Gene X prodotto e girato interamente da StrongVilla. Preceduto dal singolo Il faro e il mare pubblicato nel gennaio 2013, nonché il mese successivo dalla tracklist e dalle otto date del Pazienza Tour, il 19 marzo 2013 ha pubblicato Pazienza, per l'etichetta Produzioni Oblio e distribuito da Universal Music Italia. Il disco ha raggiunto la decima posizione della classifica italiana degli album. Il 24 maggio 2013 ha condotto il programma One Two One Two su Radio Deejay insieme a Noyz Narcos.
Il 23 settembre 2015 è uscito il suo sesto album intitolato L'ultimo tango, mentre nell'estate dell'anno seguente ha pubblicato il singolo Calze con le ciabatte. A partire da luglio 2016 il cantante inizia a pubblicare i videoclip di alcuni brani estratti dal settimo album Poco di buono 2, ovvero Ne voglio di più, Poco, Asciugamano in testa, Via perché, Street cinema e Shampoo. Il 9 gennaio 2017 fa uscire un nuovo video musicale intitolato Zero punto zero, nel quale si taglia i dread che si faceva crescere da 15 anni: il brano annuncia una rottura col vecchio stile di musica e di vita e l'inizio di un nuovo capitolo per il cantante. Il 24 aprile 2017 esce l'EP del rapper intitolato 54:17. Il disco, caratterizzato da sonorità trap, contiene sette tracce, di cui tre in collaborazione con Amil Leonardo, Mboss ed El Coyote.
Il 19 gennaio 2018 è uscito il suo ottavo album Don in cui Vacca ha sperimentato ancora sonorità trap pur mantenendo le caratteristiche hip hop degli esordi. Nell'album è presente anche il brano Blood a Blood con Inoki, che ha segnato la fine di una rivalità tra i due durata quasi dieci anni.
Nell'agosto di quello stesso anno viene pubblicato il singolo Teste matte di 500 Tony in cui Vacca partecipa insieme a Jamil. Il 14 novembre dello stesso anno ha pubblicato il singolo Calimocho, che ha anticipato il nono album in studio Don Vacca Corleone, pubblicato l'11 gennaio 2019. Nello stesso anno viene pubblicato l'EP 20139.

### Anni 2020
Il 10 aprile 2020 è uscito Bad Reputation, album che include diverse collaborazioni con artisti come Enigma, Vaz Tè e L'Elfo. Il 10 giugno dello stesso anno sono state pubblicate altre dieci tracce, tra cui il singolo Vita da Re 2, realizzato insieme a Entics. Il 30 luglio 2021 è stato pubblicato l'EP Tempo nostro, composto da cinque brani e prodotto da Pink Empire e PrinceVibe.
Il 23 settembre 2022 è uscito l'undicesimo album Barroso, caratterizzato da sonorità old school e che presenta collaborazioni con artisti della scena hip hop italiana, tra cui Inoki, Sa Razza e Jack the Smoker, oltre a featuring internazionali come Styles P. Nel giugno del 2023 è stato pubblicato l'EP Indipendentemente preso bene, anticipato dal singolo Una cosa più grande.
Il 10 maggio 2024 è stato pubblicato l'album Graveyard Duppies, frutto della collaborazione con Giovane Feddini. Il progetto, anticipato dal singolo Ad occhi aperti, presenta numerose collaborazioni con artisti del panorama underground italiano, tra cui DJ Skizo, Lil Pin e Maury B. Il 20 settembre dello stesso anno, a 15 anni dall'uscita di Non prima delle 6:10, Vacca e Danti pubblicano l'EP 6e20, anticipato dai singoli Missing e Maledetta Italia.

## Controversie

### Dissing contro Inoki, Fadamat e Suarez
Nel luglio 2009 si sviluppò una disputa tra i rapper Inoki e Vacca. La controversia ebbe iniziò dopo che Inoki rivolse pubbliche critiche al collega. In risposta, Vacca pubblicò sul proprio profilo MySpace il brano U Neva Walk Alone, nel quale, oltre a rispondere a Inoki, menzionava anche altri artisti della scena hip hop nazionale, tra cui Suarez e Fadamat.
La menzione di Fadamat portò quest'ultimo a rispondere pubblicamente, dando luogo a una diatriba tra i due artisti. Vacca replicò con il brano Avanti il prossimo, nel quale tornava a menzionare anche Inoki e Suarez. Successivamente, Inoki pubblicò a sua volta un brano di risposta intitolato Le mucche fanno mùùù (Vaccagare). La vicenda proseguì con l'intervento di Suarez, che pubblicò il brano VijH, prendendo apertamente posizione contro Vacca.

### Dissing contro Fabri Fibra
Il 19 marzo 2013 Vacca pubblica Canto primo (presente in Pazienza), nel quale cita il pezzo di Fabri Fibra L'italiano balla in risposta ad un'intervista rilasciata da Fabri Fibra sulla rivista Rolling Stone nella quale aveva detto di essere più amico che fan di Vacca. Sempre a marzo, a LoSpettacolo.it, stilando la lista dei dieci migliori rapper d'Italia, Vacca tenne fuori Fabri Fibra. Dopo circa un anno, il 4 marzo 2014, Fabri Fibra pubblica insieme a Deleterio la canzone Zombie, facendo chiaro riferimento al rapper sardo. Il 7 marzo Vacca risponde a Fibra con la canzone Il diavolo non esiste, in cui fa riferimento a vari argomenti, iniziando così il vero e proprio dissing. A sua volta Fabri Fibra il 24 marzo risponde con un brano di oltre 11 minuti dal titolo Niente di personale. Il rapper cagliaritano ha risposto per la seconda volta con Nella fossa il 3 aprile 2014. Il diverbio è proseguito con la seconda risposta di Fibra il 30 aprile con il brano Fatti da parte, alla quale segue quella di Vacca il 19 maggio con il brano Ritarducci. Quest'ultimo brano ha causato indignazione da parte dei cittadini di Senigallia, in quanto viene citata l'inondazione della città, portando Vacca a scusarsi.

## Discografia
- 2004 – VH
- 2007 – Faccio quello che voglio
- 2010 – Sporco
- 2011 – Pelleossa
- 2013 – Pazienza
- 2014 – Del padre e del figlio (con Jamil)
- 2015 – L'ultimo tango
- 2017 – Poco di buono 2
- 2018 – Don
- 2019 – Don Vacca Corleone
- 2020 – Bad Reputation
- 2022 – Barroso
- 2024 – Graveyard Duppies (con Giovane Feddini)